# Antoñana (Asturias)
Antoñana (Antuñana en asturiano y oficialmente), es una aldea de la parroquia de Leiguarda, en el concejo asturiano de Belmonte de Miranda (España).
Se encuentra a unos 540 metros de altitud sobre el nivel del mar en la sierra de Begega, a unos 13 kilómetros de Belmonte, la capital del concejo. Se accede a ella por una pista que parte de la AS-227 junto a Selviella.
En 2011 tenía una población de 26 personas (INE).
En sus alrededores hay numerosos restos de explotaciones auríferas de la Época romana y una mina de hierro del siglo XIX.